# Districte d'Upper Godavari
El districte d'Upper Godavari fou una antiga divisió administrativa de l'Índia Britànica a les Províncies Centrals. Fou abolit el 1878-1879 per la transferència de les dues talukes de la part sud-est del districte al districte de Godavari (a la presidència de Madras) i la transferència del tros del nord-oest al districte de Chanda, a les Províncies Centrals, a la que després fou la divisió de Sironcha.